# 杨晓青
杨晓青（？—）女，籍贯不详，中华人民共和国法学家。

## 生平
1971年，杨晓青参加工作当工人。1979年，考入中国人民大学法律系。1983年毕业后，留校任教。2005年，获得中国人民大学法学博士学位。她担任中国人民大学法学院教授、法理教研室副主任兼党支部书记，并且兼任北京市法理学研究会常务理事。
2013年5月，杨晓青在《红旗文稿》上发表《宪政与人民民主制度之比较研究》，提出宪政关键元素属于资本主义而引发非议。

## 著作
论文：
- 杨晓青、卢瑞玲，论与社会主义市场经济相适应的法律体系的特征、原则[永久]，高校理论战线2004年第5期
- 杨晓青，马克思恩格斯关于市民社会和政治国家与法的关系理论及其现实意义[永久]，载 孙国华主编，马克思主义法学与当代——暨庆祝孙国华教授从教50周年研讨会论文集，中国金融出版社，2004年
- 刘新、杨晓青，中国法律思想史学科的对象与体系，载 倪正茂 主编，法史思辩——2002年中国法史年会论文集，法律出版社，2004年
- 孙国华、杨晓青，对人权概念的几点理论认识，载 当代人权，中国社会科学出版社，1992年，第23页
- 杨晓青：物权法与广大人民的民主权利，载 在北大听讲座第16辑，新世界出版社，2007年
- 杨晓青. . 红旗文稿.   [2013-06-23]. （原始内容存档于2017-11-17）.

书籍：
- 杨晓青，社会民主主义法学思想研究，知识产权出版社，2007年
- 杨晓青，社会民主主义法学思潮，法律出版社，2008年
- 谷春德、 杨晓青，21世纪法学系列教材：法学概论（第3版），中国人民大学出版社，2012年
- 朱景文主编，法理学，中国人民大学出版社，2004年
- 朱景文主编，法理学研究（研究生教材），中国人民大学出版社，2006年
- 孙国华主编，邓小平理论、“三个代表”重要思想与中国民主法制建设导论，中国人民大学出版社，2004年
- 吕世伦主编，马列法学原著选读教程，中国人民大学出版社，1996年
- 孙国华主编，社会主义法治论，法律出版社，2002年
- 教育部社会科学研究与思想政治工作司 组编，全国普通高等学校“两课”示范教材：法律基础（本科本），高等教育出版社，2005年
- 邓杭生、谷春德主编，马克思主义人权理论与实践，中国检察出版社，1997年
- 朱景文主编，全球化条件下的法治国家，中国人民大学出版社，2006年